# Mahesh Gawli
Mahesh Gawli (ur. 23 stycznia 1980 w Panzorconi) – indyjski piłkarz, grający na pozycji środkowego obrońcy w klubie Dempo Goa.

## Kariera klubowa
Mahesh Gawli rozpoczął swoją karierę w Tata Football Academy w 1997 roku. W 1998 został zawodnikiem klubu FC Kochin. Z Kochin zdobył mistrzostwo stanu Kerala w 1999. W latach 2000–2003 był zawodnikiem występującego w National Football League Churchill Brothers.
W latach 2003–2005 występował w Kingfisher East Bengal Club, z którym zdobył mistrzostwo Indii w 2004 roku. W latach 2005–2009 był zawodnikiem Mahindra United, z którym zdobył mistrzostwo Indii w 2006 roku. W 2007 przeszedł do klubu Dempo Goa. Z Dempo trzykrotnie zdobył mistrzostwo Indii w 2007, 2008 i 2010.

## Kariera reprezentacyjna
W reprezentacji Indii Gawli zadebiutował w 1997 roku. W 2001 uczestniczył w eliminacjach Mistrzostw Świata 2002. W 2004 uczestniczył w eliminacjach Mistrzostw Świata 2006. W 2007 uczestniczył w eliminacjach Mistrzostw Świata 2010.
W 2008 Gawli wygrał z reprezentacją AFC Challenge Cup, co oznaczało wywalczenie awansu do Pucharu Azji, po 27-letniej przerwie. Gawli znalazł się w kadrze na ten turniej. Dotychczas rozegrał w reprezentacji 56 spotkań i strzelił 1 bramkę.